# Bucht von Santa Monica

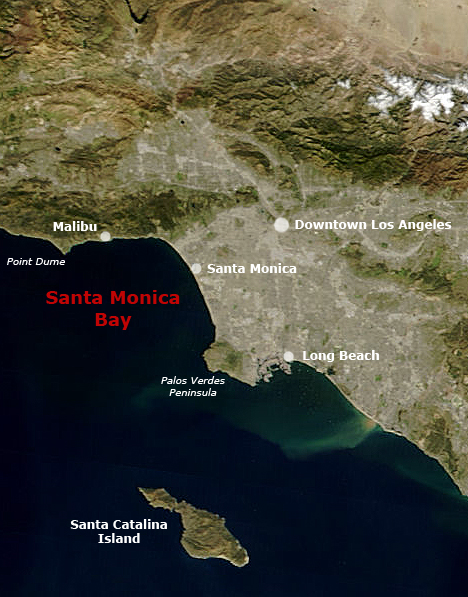
Die Lage der Santa Monica Bay im Pazifischen Ozean vor Los Angeles

Die Bucht von Santa Monica (englisch Santa Monica Bay) liegt  am östlichen Rand des Pazifischen Ozeans im Süden des US-amerikanischen Bundesstaates Kalifornien. Sie reicht von den Küstensiedlungen Point Dume im Nordwesten bis Palos Verdes im Südosten. Ihr östlicher Rand bildet zugleich die westliche Grenze der Stadt Los Angeles und ihrer südlichen Vorstädte.
In die Bucht münden die kleinen Flüsse Ballona Creek, Malibu Creek und Topanga Creek. Trotz zahlreicher Reinigungsmaßnahmen seit den frühen 1980er Jahren leidet die Bucht nach wie vor an Algenblüte und anderen durch Wasserverschmutzung hervorgerufenen Umweltschädigungen. Vor allem in den regenreichen Wintermonaten gelangt über die Regenwasserkanäle und Flüsse jede Menge Verschmutzung aus der Stadt in die Gewässer der Bucht.

## Ortschaften
Folgende Städte, gemeindefreie Gebiete und Stadtteile von Los Angeles befinden sich an der Bucht von Santa Monica:
Städte
- El Segundo
- Hermosa Beach
- Malibu
- Manhattan Beach
- Palos Verdes Estates
- Rancho Palos Verdes
- Redondo Beach
- Santa Monica
- Torrance

Census-designated place
- Marina del Rey

Stadtteile von Los Angeles
- Pacific Palisades
- Playa del Rey
- Venice